# ماركوس هولمز
ماركوس هولمز هو سياسي كندي، ولد في 1805، وتوفي في 23 أكتوبر 1872. انتخب عمدة لندن.